# Дулерайн, Александр Георгиевич
Алекса́ндр Гео́ргиевич Дулера́йн (род. 21 августа 1966, Грозный) — российский продюсер, режиссёр и сценарист.
Генеральный продюсер телеканала ТНТ (2009—2021), директор по контенту Storyworld Entertainment (2017—2021).

## Биография
Родился 21 августа 1966 года в городе Грозный, СССР. По национальности — еврей.
В 1989 году закончил Московский институт электронной техники (МИЭТ) по специальности «инженер-физик».
В 1995 году закончил мастерскую индивидуальной режиссуры Бориса Юхананова по специальности «режиссура театра и кино».

## Профессиональная карьера
С 1991 года как продюсер, сценарист и режиссер снял множество независимых короткометражных фильмов, которые показывались позже и отмечены наградами на кинофестивалях во Франкфурте, Берлине, Котбусе, Мюнхене, Гамбурге, Касселе, Эдинбурге, Праге, Мадриде, Граце, Сан-Пауло, Киеве, Санкт-Петербурге и в Москве.
В 1991 году короткометражный фильм «Дачники» Александра Дулерайна получил первый приз Международного фестиваля короткометражных фильмов в Гамбурге.
В 1993 году его короткометражная картина «Желание посмотреть фильм Райнера Вернера Фассбиндера» получила специальный приз New York Film Academy.
Участник движения «параллельное кино» — андерграундного направления в советском и постсоветском кинематографе, сформировавшегося вопреки канонам официального искусства и авторского кино.
Один из создателей клуба «СИНЕ ФАНТОМ».
В том же 1995 году его короткометражный фильм «Юность конструктора» (в соавторстве с Дмитрием Троицким) получил 2-й приз фестиваля «Экзотика» в Санкт-Петербурге, а также в составе программы «СИНЕ ФАНТОМ» участвовал в New York Film Archives и Фестивале русского кино в Нью-Йорке.
В 1998 году начал профессиональную карьеру на телевидении — в качестве копирайтера на телеканале СТС.
С 1999 года — исполнительный продюсер эфирного промоушена телеканала СТС. Является автором корпоративного слогана канала «Первое развлекательное телевидение».
В 2000 году — маркетинг-директор телеканала СТС.
С 2002 года — заместитель генерального директора, маркетинг-директор телеканала ТНТ.
В 2002 году Александр Дулерайн в соавторстве с Сергеем Корягиным выпустил первый полнометражный художественный фильм «Иван-дурак» — фильм был показан на ММКФ и фестивалях в Роттердаме и Каире.
В 2005 году его короткометражный фильм «Оффшорные резервы» (в соавторстве с Джейми Бредшоу) был куплен телеканалом ARTE, номинирован в категории «Лучший фильм» на Международном фестивале короткометражных фильмов в Оберхаузене, а также показан на международном кинофестивале в Саленто, на фестивалях в Варшаве (Польша), Лидсе (Великобритания) и Нэшвилле (США, 2006 г.).
В 2008—2016 годах Александр Дулерайн выступил в качестве продюсера и создателя промокампаний полнометражных фильмов «Самый лучший фильм» (400 млн руб. за первый уик-энд, на тот момент — рекорд российского кинопроката), «Наша Russia: Яйца судьбы» (более 375 млн руб.) и «Жених» (194 млн руб.за первый уик-энд).
В 2012 году выступил в качестве режиссёра (в соавторстве с Джейми Брэдшоу) российско-американского фантастического фильма «Москва 2017» (англ. Branded), в котором сыграли Эд Стоппард, Джеффри Тэмбор, Макс фон Сюдов и Лили Собески. Фильм был выпущен в кинотеатральный прокат в США дистрибьютором Roadside Attractions.
С 2009 по 2021 год — генеральный продюсер телеканала ТНТ.
Александр Дулерайн является одним из продюсеров самых успешных продуктов телеканала ТНТ — популярных в России комедийных и драматических сериалов «Наша Russia», «Реальные пацаны», «Физрук», «Ольга», «Измены», «Остров», «Чернобыль. Зона отчуждения» и десятков других проектов.
В 2017 году аудитория телеканала ТНТ составляет более 124 млн человек, канал является абсолютным лидером по аудитории 14—44 на протяжении 6 лет подряд и лидером в молодёжной аудитории 18—30 на протяжении 7 лет. В 2016—2017 гг. 7 из 10 сериалов лидеров поисковых запросов в российском интернете — сериалы телеканала ТНТ.
В 2017 году вместе с Романом Петренко Александр Дулерайн начал работу над развитием международного направления телеканала ТНТ в компании Storyworld Entertainment, цель которой — производство контента на английском языке для глобальной аудитории на основе книг, сценариев и сериалов из России.
Александр Дулерайн преподаёт «Продюсирование телевизионных сериалов» в Мастерской Индивидуальной Режиссуры Бориса Юхананова Архивная копия от 28 сентября 2019 на Wayback Machine (г. Москва).
23 декабря 2021 года стало известно, что Александр Дулерайн оставляет пост генерального продюсера ТНТ и одновременно с этим покидает холдинг «Газпром-медиа». Его должность в ТНТ занял Аркадий Водахов.
Александр Дулерайн — обладатель множества профессиональных наград в сферах кино и телевидения. Во время его работы телеканал ТНТ более 40 раз становился лауреатом (из них 15 раз победителем) Promax BDA Promotion, Marketing & Design Awards в Лондоне, Берлине, Нью-Йорке и Москве.
Проекты с его участием получили 10 статуэток ТЭФИ — ведущей российской национальной телевизионной премии за высшие достижения в области телевизионных искусств.
Его проекты также отмечены Премией Ассоциации Продюсеров кино и телевидения, наградами MEDIABRAND, Master of Brandbuilding и другими.

## Награды
- Первый приз International Short Films Festival, Гамбург, 1995 год — фильм «Дачники»
- Специальный приз New York Film Academy, 1995 год — фильм «Желание посмотреть фильм Райнера Вернера Фассбиндера»
- Второй приз Exotica Festival, Санкт-Петербург, 1995 год — фильм «Юность конструктора»
- Премия «ТЭФИ» в номинации «Лучший ситком», 2015 год — сериал «Физрук»
- Премия Ассоциации продюсеров кино и телевидения в номинациях «Лучший комедийный телесериал» и «Лучшая сценарная работа», 2015 год — сериал «Физрук»
- Премия «Жорж» в номинации «Комедийный сериал года», 2015 год — сериал «Физрук»
- Премия «ТЭФИ» в номинации «Лучший телевизионный сериал», 2016 год — сериал «Измены»
- Премия «ТЭФИ» в номинации «Лучшая телевизионная многосерийная комедия/Ситком», 2016 год — сериал «Интерны»
- Премия Ассоциации продюсеров кино и телевидения в номинациях «Лучший телевизионный сериал» и «Лучший сценарий», 2016 год — сериал «Измены»
- Премия Ассоциации продюсеров кино и телевидения 2017 в номинации Лучший телевизионный фильм" — сериал «Пьяная фирма», в номинациях «Лучший комедийный сериал» и «Лучшая сценарная работа» — сериал «Ольга»
- Премия «ТЭФИ» в номинации «Лучший ситком», 2017 год — сериал «Ольга»
- Премия Ассоциации продюсеров кино и телевидения в номинации «Лучший комедийный сериал», 2019 год — сериал «Домашний арест»
- Премия Ассоциации продюсеров кино и телевидения в номинации «Лучший телевизионный мини-сериал», 2019 год — сериал «Звоните ДиКаприо!»

## Проекты

### Продюсер сериалов

#### ТНТ
- «Список влюблённых РФ» (2003)
- «Бункер, или Учёные под землёй» (2006)
- «Универ» (2008)
- «Любовь на районе» (2008)
- «Барвиха» (2009)
- «Интерны» (2010)
- «Реальные пацаны» (2010)
- «Зайцев+1» (2011)
- «Универ. Новая общага» (2011)
- «Деффчонки» (2012)
- «Страна в SHOPе» (2012)
- «Моими глазами» (2013)
- «ХБ» (2013)
- «СашаТаня» (2013)
- «Студия 17» (2013)
- «Неzлоб» (2013)
- «Дружба народов» (2014)
- «Физрук» (2014)
- «В Москве всегда солнечно» (2014)
- «Сладкая жизнь» (2014)
- «Чернобыль: Зона отчуждения» (2014)
- «Легко ли быть молодым?» (2015)
- «Закон каменных джунглей» (2015)
- «ЧОП» (2015)
- «Измены» (2015)
- «Озабоченные, или Любовь зла» (2015)
- «Бородач» (2016)
- «Остров» (2016)
- «Бедные люди» (2016)
- «Кризис нежного возраста» (2016)
- «Ольга» (2016)
- «Гражданский брак» (2017)
- «Адаптация» (2017)
- «Филфак» (2017)
- «Улица» (2017)
- «Триада» (2019)
- «Иванько» (2020)
- «Исправление и наказание» (2022)

#### Premier
- «Домашний арест» (2018)
- «Звоните ДиКаприо» (2018)
- «Бихэппи» (2019)
- «Окаянные дни» (2020)
- «Территория» (2020)
- «Контакт» (2021)

### Продюсер мини-сериалов и телефильмов

#### ТНТ
- «Пьяная фирма» (2016)
- «Чича из „Ольги“» (2020)

#### Premier
- «Год свиньи» (2018)
- «На край света» (2019)
- «Чего хочет Слава?» (2021)
- «Будь моим Кириллом» (2021)

### Режиссёр сериалов
- «Бункер, или Учёные под землёй» (2006, совместно с Сергеем Корягиным)
- «Вне себя» (2021, совместно с Климом Козинским)

### Сценарист сериалов
- «Бункер, или Учёные под землёй» (2006, автор идеи совместно с Сергеем Корягиным, сценарист совместно с Иваном Вырыпаевым и Сергеем Корягиным)
- «Вне себя» (2021, совместно с Андреем Золотарёвым)

### Продюсер кинопроектов
- «Зима Весна» (2004, короткометражный фильм)
- «Другой район» (2004, короткометражный фильм)
- «Постельные сцены» (2005, художественный фильм)
- «Самый лучший фильм» (2007, полнометражный художественный фильм)
- «Наша Russia: Яйца судьбы» (2010, полнометражный художественный фильм)
- «BRANDED aka Москва 2017» (2012, полнометражный художественный фильм)
- «Жених» (2016, полнометражный художественный фильм)
- «Реальные пацаны против зомби» (2020, полнометражный художественный фильм)

### Режиссёр кинопроектов
- «Дачники» (1991, короткометражный фильм)
- «Желание посмотреть фильм Райнера Вернера Фассбиндера» (1993, короткометражный фильм)
- «4 предмета» (1995, короткометражный фильм)
- «Юность конструктора» (1995, короткометражный фильм)
- «Подвиг разведчика» (1996, короткометражный фильм)
- «Дзенбоксинг» (1998, художественный фильм)
- «Иван-дурак» (2002, полнометражный художественный фильм)
- «Оффшорные резервы» (2004, короткометражный фильм)
- «BRANDED aka Москва 2017» (2012, полнометражный художественный фильм)

### Сценарист кинопроектов
- «Ничья» (1996)
- «Дзенбоксинг» (1998, художественный фильм)
- «Хорошие и плохие» (1999, полнометражный художественный фильм)
- «Иван-дурак» (2002, полнометражный художественный фильм)
- «BRANDED ака Москва 2017» (2012, полнометражный художественный фильм)

## Семья и личная жизнь
Женат, двое детей.
Жена — Инна Дулерайн, сын Александр, дочь Эмма. Они проживают в Лондоне.